# Петро IV (папа Александрійський)
Петро IV (копт. Ⲡⲁⲡⲁ Ⲁⲃⲃⲁ Ⲡⲉⲧⲣⲟⲥ; д/н — 18 червня 576) — 34-й папа (абба) Александрійський та патріарх усієї Африки при Святому Престолі Святого Марка у 567—576 роках.

## Життєпис
Про його походження обмаль відомостей, ймовірно був коптом. Народився в Александрії. Служив дияконом в будинку папи Феодосія I. Потім був висвячений на священика, зрештою став ченцем в монастирі Енатон.
Спільно з Феодором і Павлом, секретарем Феодосія I, керував церквою з 536 року, коли папу Феодосія I за його міафізитські погляди було ув'язнено рішенням візантійського імператора Юстиніаном I.
25 липня 567 року обирається новим папою, перемігши в протистоянні сирійця Феодора, що спирався на підтримку єпископа Іоанна Ефеського. 568 року відбулася інтронізація Петра IV. Оскільки на той час мелькіти контролювали Александрію, продовжив перебувати в монастирському комплексі Енатон. Невдовзі призначив близько 70 єпископів, тобто для всіх єпархій, створивши таким чином фактичну структуру Коптської православної церкви. Разом з тим фактичний правитель імперії Тиберій перестав переслідувати міафізитів.
Протистояв Александрійській православній патріархії, водночас в середині Коптської церкви приборкав прихильників тритеїзму, яких ще Феодосій I вважав за єретиків. При цьому мав ворожі відносини з іншим міафізитом — Павлом II, патріархом Антіохійським.
Помер Петро IV 576 року. Новим папою було обрано Даміана.